# Hardboard

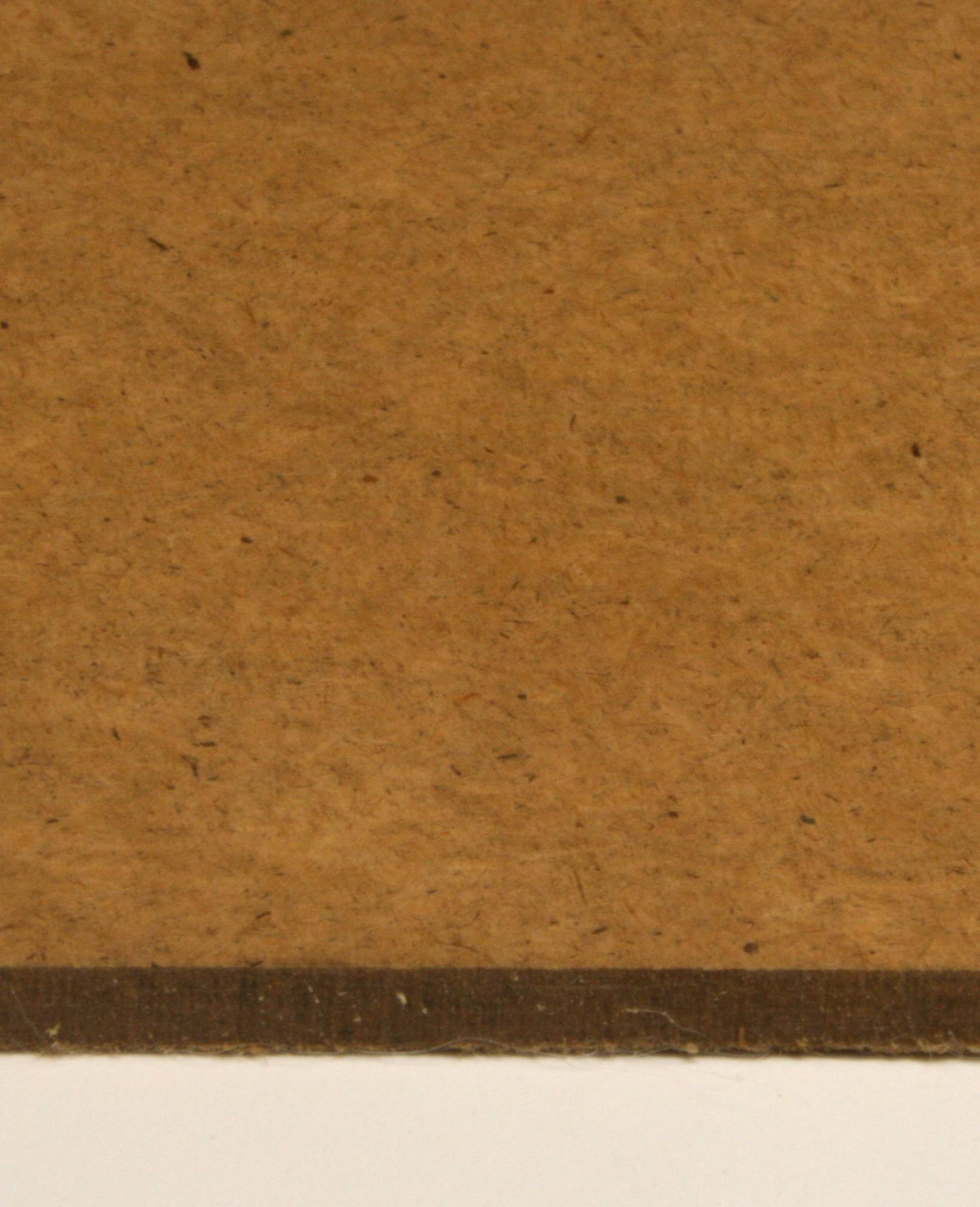
Hardboard

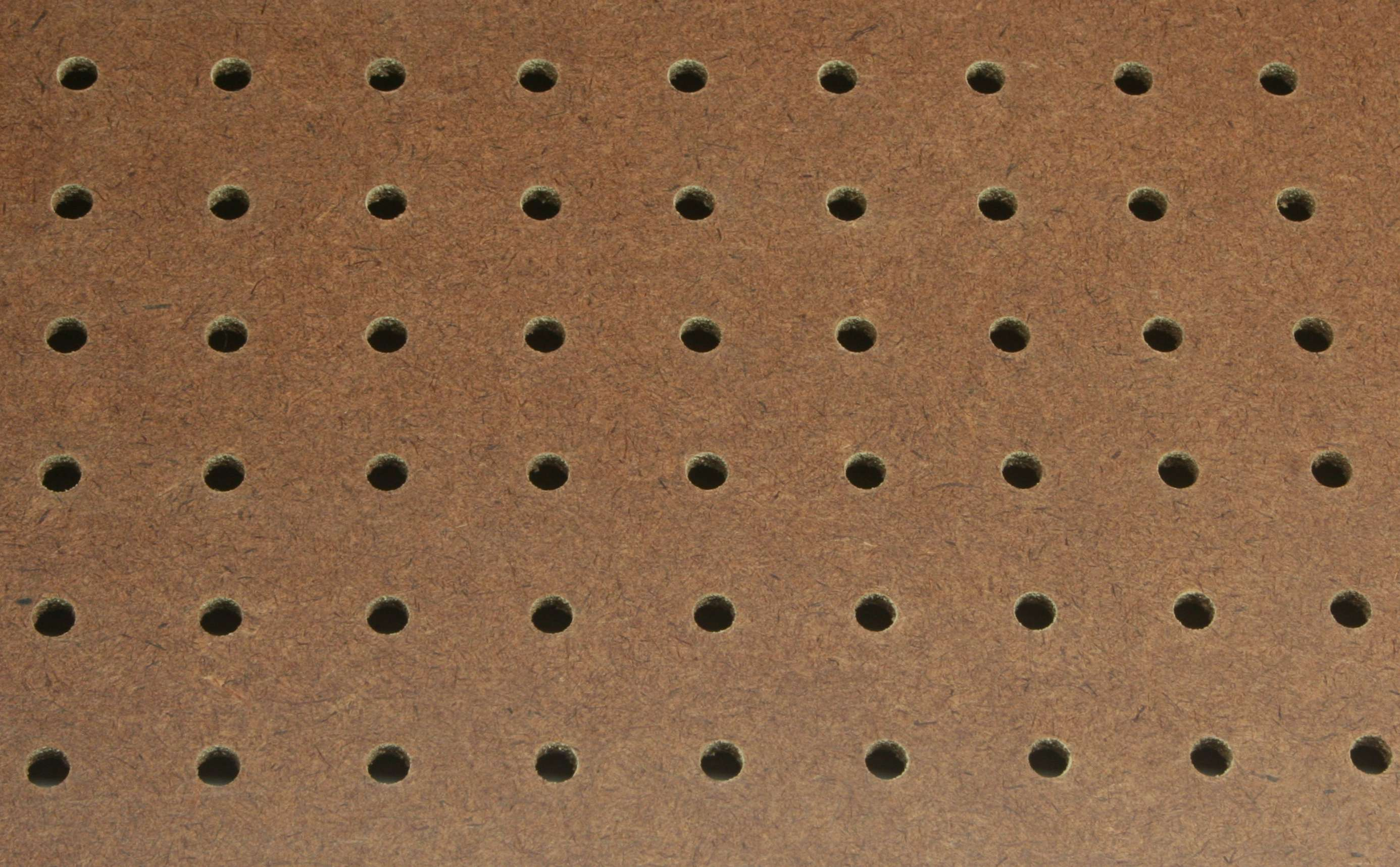
Geperforeerd hardboard

Hardboard (harde vezelplaat) is een plaatmateriaal gemaakt uit houtvezels.
Bij nat geproduceerd hardboard wordt de vezelmassa onder hoge temperatuur en zeer hoge druk samengeperst op een fijn kopergaasnet, waarvan de afdruk altijd te zien blijft aan de achterkant. Droog geproduceerd hardboard is aan beide kanten glad.
Soms wordt, om een steviger hardboard te krijgen, kunstharslijm toegevoegd.
Het oppervlak kan nog behandeld worden met lijnolie en verhit tot 170°C, waarna het een hogere buigsterkte heeft en beter bestand is tegen vocht.

## Herkenningspunten
De afdruk van het kopergaasnet op nat geproduceerd hardboard is een duidelijke herkenning.

## Gebruikseigenschappen
Hardboard is sterker dan zachtboard.

## Toepassingen
- Hardboard wordt veel als bekledingsmateriaal toegepast
- Geperforeerd hardboard is voorzien van kleine gaatjes en wordt onder meer toegepast als (goedkope) bedbodem of in ophangsystemen voor bijvoorbeeld gereedschap.